# Општина Станешти (Ђурђу)
Станешти (рум. Stăneşti) општина је у Румунији у округу Ђурђу.
Oпштина се налази на надморској висини од 35 m.